# Сентрал-Сити (Арканзас)
Сентрал-Сити (англ. Central City, Arkansas) — город, расположенный в округе Себасчан (штат Арканзас, США) с населением в 531 человек по статистическим данным переписи 2000 года.

## География
По данным Бюро переписи населения США город Сентрал-Сити имеет общую площадь в 5,7 квадратных километров, водных ресурсов в черте населённого пункта не имеется.
Город Сентрал-Сити расположен на высоте 134 метра над уровнем моря.

## Демография
По данным переписи населения 2000 года в Сентрал-Сити проживало 531 человек, 166 семей, насчитывалось 216 домашних хозяйств и 227 жилых домов. Средняя плотность населения составляла около 94,8 человек на один квадратный километр. Расовый состав Сентрал-Сити по данным переписи распределился следующим образом: 96,23 % белых, 1,51 % — чёрных или афроамериканцев, 1,32 % — представителей смешанных рас, 0,94 % — других народностей. Испаноговорящие составили 1,69 % от всех жителей города.
Из 216 домашних хозяйств в 26,4 % — воспитывали детей в возрасте до 18 лет, 66,2 % представляли собой совместно проживающие супружеские пары, в 8,8 % семей женщины проживали без мужей, 23,1 % не имели семей. 21,8 % от общего числа семей на момент переписи жили самостоятельно, при этом 7,4 % составили одинокие пожилые люди в возрасте 65 лет и старше. Средний размер домашнего хозяйства составил 2,42 человек, а средний размер семьи — 2,81 человек.
Население города по возрастному диапазону по данным переписи 2000 года распределилось следующим образом: 20,3 % — жители младше 18 лет, 7,2 % — между 18 и 24 годами, 27,3 % — от 25 до 44 лет, 31,3 % — от 45 до 64 лет и 13,9 % — в возрасте 65 лет и старше. Средний возраст жителей составил 41 год. На каждые 100 женщин в Сентрал-Сити приходилось 93,8 мужчин, при этом на каждые сто женщин 18 лет и старше приходилось 91,4 мужчин также старше 18 лет.
Средний доход на одно домашнее хозяйство в городе составил 38 173 доллара США, а средний доход на одну семью — 43 958 долларов. При этом мужчины имели средний доход в 31 964 доллара США в год против 20 875 долларов среднегодового дохода у женщин. Доход на душу населения в городе составил 15 892 доллара в год. 7,8 % от всего числа семей в округе и 15,8 % от всей численности населения находилось на момент переписи населения за чертой бедности, при этом 20,3 % из них были моложе 18 лет и 7,9 % — в возрасте 65 лет и старше.